# Podabacia lankaensis
Podabacia lankaensis — вид коралових поліпів родини Fungiidae.

## Поширення
Цей корал зустрічається на півночі Індійського океану біля берегів Шрі-Ланки на глибині до 20 м.

## Опис
Це рифоутворюючий корал, сіро-коричневого забарвлення з світлими краями. Утворює плоскі колонії круглої форми, діаметром до 1 м. Живе у симбіозі з одноклітинними водоростями- зооксантелами.